# Pinza de Bernoulli

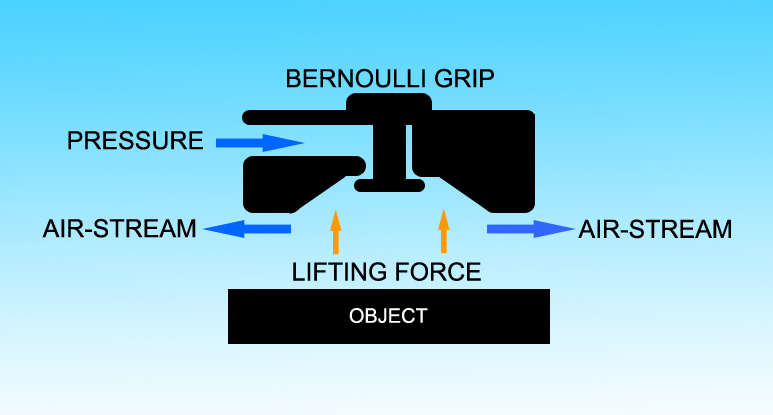
El flujo de aire provoca una fuerza de elevación en el objeto, lo que permite la adhesión sin contacto.

Una pinza de Bernoulli utiliza el flujo de aire para adherirse a un objeto sin contacto físico. Estas pinzas se basan en el principio del flujo de aire de Bernoulli. Mientras que una corriente de aire que acelera y aumenta la velocidad tiene una baja presión estática aguas abajo, el giro brusco de flujo lineal a radial es la causa de una región de presión muy baja alrededor del orificio de salida del soplador. Esto es lo que causa una fuerza neta sobre el objeto en la dirección normal al lado con mayor presión local. Una pinza de Bernoulli aprovecha esto manteniendo esta presión negativa en la cara de la pinza en comparación con la presión ambiente debajo de la muestra, mientras mantiene un espacio de aire entre la pinza y el objeto que se sostiene.

## Aplicaciones
Las pinzas Bernoulli disponibles en el mercado se utilizan habitualmente para manipular láminas rígidas como el material de las obleas de silicio en la fabricación de placas de circuito impreso, o componentes de células fotovoltaicas. Dado que la sujeción es sin contacto, esta forma de agarre se presta a la manipulación de material estéril para evitar la contaminación química y/o biológica. Se han realizado investigaciones sobre el uso de pinzas Bernoulli para transportar alimentos en hojas de muestra en un contexto de procesamiento de alimentos, aunque este trabajo encontró dificultades ya que los alimentos flexibles vibraban contra la pinza, deformándola y bloqueándola alternativamente o siendo expulsados de la vía aérea.
El agarre Bernoulli también se está investigando como mecanismo de adhesión sin contacto para robots trepadores de paredes.